# 1957 في سويسرا
فيما يلي قوائم الأحداث التي وقعت خلال عام 1957 في سويسرا.

## رياضة
- 19 يونيو – طواف سويسرا 1957 الفائزون Peugeot (cycling team) [الإنجليزية]‏، Edgard Sorgeloos [الإنجليزية]‏، أتيليو موريسي، باسكوالي فورنارا.

## مواليد

### يناير
- 7 يناير – كريستيان كونستانتين لاعب كرة قدم سويسري.
- 19 يناير – أنطونيو فيريتي دراج سويسري.

### فبراير
- 9 فبراير – سيدريك روسييه دراج سويسري.
- 10 فبراير – هيلين الكسندر سيدة أعمال من المملكة المتحدة.
- 12 فبراير – دومينيك ريمون ممثلة فرنسية.

### مارس
- 7 مارس – ايفون جيلي
- 9 مارس – برنهارد مولر ضابط سويسري.

### أبريل
- 25 أبريل – جان فرانسوا ماير مؤرخ سويسري.

### مايو
- 13 مايو – بيترو دريكسل مغنية سويسرية.
- 17 مايو – جون برنهارد مصور سويسري.

### أغسطس
- 11 أغسطس – آلان هاك
- 18 أغسطس – تشارلز فافر سياسي سويسري.

### سبتمبر
- 10 سبتمبر – كيت بورتون
- 11 سبتمبر – ايفون نايف
- 23 سبتمبر – ماركوس راب

### أكتوبر
- 23 أكتوبر – بيت برو
- 24 أكتوبر – ألبرت ويبر
- 24 أكتوبر – مارتن ويبر لاعب كرة قدم سويسري.

### نوفمبر
- 2 نوفمبر – كريستيان فيليب مولر
- 2 نوفمبر – لوسيين فافر لاعب كرة قدم سويسري.
- 17 نوفمبر – داني ليفي

### ديسمبر
- 28 ديسمبر – هانز يدرمان دراج سويسري.

## وفيات

### يناير
- 1 يناير – هينريتش مولر (مواليد 1889) لاعب ومدرب كرة قدم سويسري.

### مارس
- 15 مارس – هاينريش زانغر (مواليد 1874) عالم سموم سويسري.

### يونيو
- 4 يونيو – أدولف ديتريش (مواليد 1877) رسام سويسري.
- 15 يونيو – باول إيلج (مواليد 1875) كاتب سويسري.
- 25 يونيو – جياكومو دي مارتينو (مواليد 1868) دبلوماسي إيطالي.
- 30 يونيو – ويليام روان (مواليد 1891) عالم طيور كندي.

### نوفمبر
- 9 نوفمبر – ألفريد جيسي (مواليد 1865)